# Ricken's
Ricken's（リッケンズ）は、日本のロックバンド。元MOON CHILDの佐々木收、元The Kaleidoscopeの石田匠の2人によって2004年に結成された。

## メンバー
佐々木收（ささき おさむ）：岩手県出身
ボーカル、ギター担当。MOON CHILD、SCRIPTのメンバーやソロとしても活動してきた。
石田匠（いしだ たくみ）：広島県出身
ボーカル、ギター担当。元The Kaleidoscopeのメンバー。

## 来歴
MOON CHILD、The Kaleidoscopeを手掛けていたエイベックス第4制作部統括の原田淳（現・FOGHORN代表）からライブを中心に活動するツインボーカル&ギターのユニットを作りたいという話を佐々木と石田が受けたのが結成のきっかけ。石田がThe Kaleidscope解散後の2004年に結成。
バンド名の由来は、両者ともリッケンバッカーのギターを使用していたことから、Ricken'sにしたとのこと。
2005年、石田がシングル「Red 〜僕らの広島カープ〜」（広島新球場建設「たる募金」共同キャンペーン応援歌）にてソロデビュー。また同年、DVDドラマ『東京フレンズ』にも人気バンドのメンバー役で出演した。
2007年2月17日のワンマンライブを最後に活動を休止したが、2008年10月に活動を再開。半年に1回（2011年までは年1回）のワンマンライブのみの活動を行っている。

## 作品
シングル「Dear my friends」から「ランブルフィッシュ」までの4タイトルとアルバム3タイトルはCDのみとDVD付の2形態で販売。ジャケット写真やCDの収録内容に違いはない。『ウィダーinゼリー』のCMソングとして使われたカバー曲「マイ・シャローナ」はリリースには至っていない。

### シングル
1. Dear my friends/80's Pure （2004年11月10日）
2. give me some mo'rock/Message （2004年11月25日）
3. BE FREE （2005年6月8日）
4. ランブルフィッシュ （2005年8月10日）
5. 桜涙/above the horizon （2006年4月5日）
6. SUNNY/Hungry mind （2006年6月14日）

### オリジナル・アルバム
1. WHO （2005年1月13日）
2. YES （2005年10月5日）
3. JAM （2006年8月2日）

### ライブ・アルバム
- Ricken's 20 -WHO, YES & JAM- RECORD （2006年10月11日）

### DVD
- Ricken's 20 -WHO, YES & JAM- MOVIE （2006年10月11日）

### 配信
- Ricken's 21 -pause- （2007年3月7日）

## タイアップ一覧
| 使用年 | 曲名                 | タイアップ                                                                        |
| ------ | -------------------- | --------------------------------------------------------------------------------- |
| 2004年 | Dear my friends      | テレビ神奈川『新車情報』エンディングテーマ                                        |
| 2004年 | give me some mo'rock | TBS系列『COUNT DOWN TV』2004年12月度オープニングテーマ                            |
| 2005年 | girl friend          | DVDドラマ『東京フレンズ』挿入歌                                                   |
| 2005年 | BE FREE              | テレビ東京系列アニメ『アイシールド21』エンディングテーマ（第1話 - 第13話）        |
| 2005年 | ランブルフィッシュ   | DVDドラマ『東京フレンズ』挿入歌                                                   |
| 2006年 | マイ・シャローナ     | 森永製菓「ウィダーinゼリー」CMソング                                              |
| 2006年 | 桜涙                 | 読売テレビ制作・日本テレビ系列『スタぴか! THOSE★AMAZING★KIDS!』エンディングテーマ |
| 2006年 | above the horizon    | テレビ東京『ダブルH』エンディングテーマ                                           |
| 2006年 | SUNNY                | 早稲田アカデミー CMソング                                                         |